# Kościół św. Józefa w Pekinie
Kościół św. Józefa w Pekinie (圣若瑟堂) – kościół katolicki znajdujący się w centrum Pekinu, nieopodal ulicy handlowej Wangfujing. Z racji położenia nazywany jest często kościołem Wangfujing (王府井天主堂) lub kościołem Wschodnim (Dongtang, 东堂).
Wybudowany w 1655 roku, był drugą katolicką świątynią w mieście po katedrze Nantang. Dwukrotnie niszczony: w 1720 roku przez trzęsienie ziemi i w 1812 roku przez pożar. Zrównany z ziemią w czasie powstania bokserów został odbudowany w obecnej formie w 1904 roku.
Zamknięty w okresie rewolucji kulturalnej został odrestaurowany i ponownie otwarty w 1980 roku. W 2000 roku przeszedł ponownie prace renowacyjne, podczas których zostały również zamontowane lampy oświetlające kościół z zewnątrz.
Budynek kościoła zajmuje powierzchnię 2,387 m². Przed świątynią znajduje się plac o powierzchni 1,2 hektara. Kościół jak i plac są obsadzone dookoła drzewami.